# Gudivada
Gudivada ist eine Stadt im indischen Bundesstaat Andhra Pradesh.
Die Stadt ist Teil des Distrikt Krishna. Gudivada hat den Status einer Municipality. Die Stadt ist in 20 Wards (Wahlkreise) gegliedert.

## Demografie
Die Einwohnerzahl der Stadt liegt laut der Volkszählung von 2011 bei 118.167. Gudivada hat ein Geschlechterverhältnis von 1001 Frauen pro 1000 Männer und damit einen für Indien seltenen Frauenüberschuss. Die Alphabetisierungsrate lag bei 81,6 % im Jahr 2011. Knapp 86 % der Bevölkerung sind Hindus, ca. 9 % sind Muslime, ca. 4 % sind Christen und ca. 1 % gehören einer anderen oder keiner Religion an. 8,9 % der Bevölkerung sind Kinder unter 6 Jahren.

## Infrastruktur
Die Stadt ist über einen eigenen Bahnhof mit dem nationalen Schienennetz verbunden.